# Satilatlas gertschi
Espèce
Satilatlas gertschi est une espèce d'araignées aranéomorphes de la famille des Linyphiidae.

## Distribution
Cette espèce est endémique du Canada. Elle se rencontre en Alberta, en Saskatchewan, au Yukon, dans les Territoires du Nord-Ouest et à Terre-Neuve.

## Description
Le mâle holotype mesure 2,0 mm et la femelle paratype 2,45 mm.

## Étymologie
Cette espèce est nommée en l'honneur de Willis John Gertsch.

## Publication originale
- Millidge, 1981 : The erigonine spiders of North America. Part 5. The genus Satilatlas (Araneae, Linyphiidae). Bulletin of the American Museum of Natural History, no 170, p. 242-253 (texte intégral).